# Lamponen (ö, lat 64,39, long 27,85)
Lamponen är en ö i Finland. Den ligger i sjön Ule träsk och i kommunen Paldamo i den ekonomiska regionen  Kajana ekonomiska region  och landskapet Kajanaland, i den centrala delen av landet, 500 km norr om huvudstaden Helsingfors. Öns area är 2 hektar och dess största längd är 0,5 kilometer i sydöst-nordvästlig riktning.